# Partido Liberal (Bélgica)
El Partido Liberal (en francés: Parti Libéral, en neerlandés: Liberale Partij) fue un partido político belga de ideología liberal de izquierda. Se fundó en 1846, a partir de agrupaciones liberales laicas y masonas existentes en las ciudades flamencas y valonas. A lo largo de su historia, el Partido Liberal defendió un programa laico y anticlerical, en oposición a su principal rival, el Partido Católico.
El Partido Liberal rivalizó con el Partido Católico en cuestiones esenciales, como el sistema educativo, cuando en 1878 el gobierno liberal aprobó una ley educativa que implantó un sistema laico. Sin embargo, hubo divisiones en el seno de la formación acerca de las regulaciones sociales y laborales creadas en el último cuarto del sigo XIX. Mientras tanto que un sector era partidario de aplicar el liberalismo económico, con una mínima intervención del gobierno en la economía, otro sector proponía regulaciones mínimas para mejorar las condiciones socioeconómicas de la población. A esta división se añadió la aparición del Partido Obrero Belga en 1885, que les hizo perder a los electores de sectores obreros y exigía el sufragio universal. El crecimiento del POB, acabó por desplazar al Partido Liberal como un "tercer partido".
Durante el período de entreguerras, los liberales tomaron formaron coaliciones de gobierno principalmente con el Partido Católico. Después de la Segunda Guerra Mundial, el PL formó coaliciones tanto con el Partido Católico como con el Partido Socialista. En 1959, el partido reformó sus principios ideológicos, renunciando al anticlericalismo que lo había caracterizado desde su fundación y acercándose al conservadurismo liberal. Tras las elecciones de 1961 y la crisis del Congo, el partido se renombra como Partido de la Libertad y el Progreso. 

## Miembros destacados
- Charles Rogier (1800-1885): periodista y político, líder en la Revolución belga.
- Charles Graux (1837-1910): abogado y profesor, ministro de finanzas (1874-1884).
- Joseph Lebeau (1794-1865): político y letrado, Primer Ministro (1831 y 1840-1841).
- Eugène Defacqz (1797-1871): político, profesor y magistrado, primer presidente de la Corte de Casación.
- Pierre-Théodore Verhaegen (1796-1862): abogado y político. Impulsó la creación fue primer rector de la Universidad Libre de Bruselas.
- Walthère Frère-Orban (1812-1896): Ministro de finanzas y jefe del gabinete de gobierno.
- Jules Bara (1835-1900): Ministro de justicia en los períodos 1865-1870 y 1878-1884.
- Paul-Émile Janson (1872-1944): abogado, Primer Ministro en 1937-1938.
- Joseph Tirou (1876-1952): senador entre 1939 y 1946, impulsor del movimiento valón.
- Pierre Van Humbeeck (1829-1890): primer ministro de educación pública. Lideró la reforma laica del sistema educativo belga.
- Robert Paul Raymond Gillon (1884-1972): Presidió la alta asamblea en tres ocasiones: de 1939 a 1947, de 1949 a 1950 y de 1954 a 1958. En 1945 fue nombrado Ministro de Estado .

## Resultados electorales
| Elección  | Votos        | %     | Escaños | +/-         | Posición              |
| --------- | ------------ | ----- | ------- | ----------- | --------------------- |
| 1847      | 9.142 (#1)   | 52,12 | 55/108  |             | Mayoría               |
| 1848      | 30.806 (#1)  | 69,52 | 83/108  | 28          | Mayoría               |
| 1850      | 15.320 (#1)  | 54,80 | 69/108  | 14          | Mayoría               |
| 1852      | 16.688 (#1)  | 57,36 | 57/108  | 12          | Mayoría               |
| 1854      | 16.087 (#1)  | 57,44 | 54/108  | 3           | Minoría (1854-1855)   |
| 1854      | 16.087 (#1)  | 57,44 | 54/108  | 3           | Coalición (1855-1856) |
| 1856      | 12.472 (#2)  | 45,12 | 45/108  | 9           | Oposición             |
| 1857      | 39.280 (#1)  | 54,72 | 70/108  | 25          | Mayoría               |
| 1859      | 15.052 (#1)  | 54,19 | 69/116  | 1           | Mayoría               |
| 1861      | 15.979 (#1)  | 57,52 | 66/116  | 3           | Mayoría               |
| 1863      | 17.799 (#2)  | 45,51 | 59/116  | 7           | Mayoría               |
| 1864      | 39.576 (#2)  | 49,74 | 64/116  | 5           | Mayoría               |
| 1866      | 20.965 (#1)  | 58,20 | 70/122  | 6           | Mayoría               |
| 1868      | 13.619 (#2)  | 44,33 | 72/122  | 2           | Mayoría               |
| Jun. 1870 | 17.173 (#1)  | 55,63 | 61/122  | 11          | Oposición             |
| Ago. 1870 | 32.448 (#2)  | 44,53 | 52/124  | 9           | Oposición             |
| 1872      | 9.455 (#2)   | 31,03 | 53/124  | 1           | Oposición             |
| 1874      | 17.531 (#1)  | 52,50 | 56/124  | 3           | Oposición             |
| 1876      | 19.788 (#2)  | 46,30 | 57/124  | 1           | Oposición             |
| 1878      | 18.966 (#1)  | 52,61 | 72/132  | 15          | Mayoría               |
| 1880      | 21.283 (#1)  | 50,31 | 74/132  | 2           | Mayoría               |
| 1882      | 22.001 (#1)  | 52,77 | 79/138  | 5           | Mayoría               |
| 1884      | 21.294 (#2)  | 38,86 | 52/138  | 27          | Oposición             |
| 1886      | 18.965 (#1)  | 51,33 | 40/138  | 12          | Oposición             |
| 1888      | 19.967 (#2)  | 37,31 | 40/138  | Sin cambios | Oposición             |
| 1890      | 20.829 (#1)  | 54,51 | 44/138  | 4           | Oposición             |
| 1892      | 47.518 (#2)  | 45,37 | 60/152  | 16          | Oposición             |
| 1894      | 515.808 (#2) | 27,85 | 17/152  | 43          | Oposición             |
| 1896      | 193.563 (#2) | 19,52 | 11/152  | 6           | Oposición             |
| 1898      | 177.802 (#3) | 18,14 | 13/152  | 2           | Oposición             |
| 1900      | 464.959 (#2) | 22,67 | 31/152  | 18          | Oposición             |
| 1902      | 266.891 (#2) | 25,06 | 33/162  | 2           | Oposición             |
| 1904      | 283.411 (#3) | 25,35 | 42/166  | 9           | Oposición             |
| 1906      | 207.341 (#3) | 17,68 | 37/164  | 5           | Oposición             |
| 1908      | 331.981 (#2) | 27,64 | 36/164  | 1           | Oposición             |
| 1910      | 236.467 (#3) | 18,55 | 36/168  | Sin cambios | Oposición             |
| 1912      | 291.084 (#3) | 11,10 | 21/186  | 15          | Oposición             |
| 1914      | 326.922 (#3) | 24,50 | 31/186  | 10          | Coalición             |
| 1919      | 310.876 (#3) | 17,65 | 34/186  | 3           | Coalición             |
| 1921      | 343.959 (#3) | 17,80 | 33/186  | 1           | Coalición             |
| 1925      | 304.757 (#3) | 14,65 | 23/187  | 10          | Oposición (1925-1926) |
| 1925      | 304.757 (#3) | 14,65 | 23/187  | 10          | Coalición (1926-1929) |
| 1929      | 369.114 (#3) | 16,60 | 28/186  | 5           | Coalición             |
| 1932      | 313.722 (#3) | 14,08 | 24/187  | 4           | Coalición             |
| 1936      | 292.970 (#3) | 12,40 | 23/202  | 1           | Coalición (1936-1939) |
| 1936      | 292.970 (#3) | 12,40 | 23/202  | 1           | Oposición (1939)      |
| 1939      | 335.966 (#3) | 17,18 | 33/202  | 10          | Coalición             |
| 1946      | 211.143 (#4) | 8,93  | 17/202  | 16          | Oposición (1946)      |
| 1946      | 211.143 (#4) | 8,93  | 17/202  | 16          | Coalición (1946-1947) |
| 1946      | 211.143 (#4) | 8,93  | 17/202  | 16          | Oposición (1947-1949) |
| 1949      | 767.180 (#3) | 15,25 | 29/212  | 12          | Coalición             |
| 1950      | 556.102 (#3) | 11,25 | 20/212  | 9           | Oposición             |
| 1954      | 626.983 (#3) | 12,15 | 25/212  | 5           | Coalición             |
| 1958      | 585.999 (#3) | 11,05 | 21/212  | 4           | Oposición (1958)      |
| 1958      | 585.999 (#3) | 11,05 | 21/212  | 4           | Coalición (1958-1961) |
| 1961      | 649.376 (#3) | 12,33 | 20/212  | 1           | Oposición             |